# Scorpiops demisi
Espèce
Scorpiops demisi est une espèce de scorpions de la famille des Scorpiopidae.

## Distribution
Cette espèce est endémique d'Himachal Pradesh en Inde. Elle se rencontre dans le district de Shimla vers Kasumpti.

## Description
La femelle holotype mesure 41,2 mm.

## Étymologie
Cette espèce est nommée en l'honneur de René Demis.

## Publication originale
- Kovařík, 2005 : « Three New Species of the Genera Euscorpiops Vachon, 1980 and Scorpiops Peters, 1861 from Asia (Scorpiones : Euscorpiidae, Scorpiopinae). » Euscorpius, no 27, p. 1–10 (texte intégral).